# عبد اللطيف أبو الكاس
عبد اللطيف أبو الكاس، مناضل فلسطيني، ولد في قرية بيت دراس عام 1926م، شارك رغم حداثة سنه في جميع المعارك التي خاضها مقاتلو قريته والقرى المجاورة عام 1948م لصد قوات الهاجاناه اليهودية دفاعاً عن قريته .
بعد اتفاق الهدنة عام 1948م، إنضم إلى مجموعات الفدائيين التي شكلها العميد مصطفى حافظ عام 1952 م لقتال إسرائيل .

## استشهاده
في يوم 29 تشرين الأول - أكتوبر عام 1956م بدأ العدوان الثلاثي على قطاع غزة و مصر عقب تأميم قناة السويس .
بدأ الهجوم الإسرائيلي على قطاع غزة في يوم 29 تشرين الأول - أكتوبر 1956م، وبعد معارك عنيفة وفي يوم 3 تشرين الثاني - نوفمبر 1956م و هو اليوم السادس للهجوم كان الإسرائيليون يستعدون لدخول مدينة خانيونس بعد انتهاء المعارك العنيفة على مداخلها، وهنا كان الشهيد عبد اللطيف أبو الكاس بانتظارهم حيث جمع ماستطاع جمعه من القنابل اليدوية والمتفجرات و اعتلى سطح مبنى يقع على مدخل مدينة خانيونس ، و عندما بدأت المدرعات وناقلات الجند الإسرائيلية في الدخول إلى خانيونس أمطرهم عبد اللطيف أبو الكاس بما كان بحوزته من القنابل، موقعاً بالمهاجمين خسائر كبيرة، واشتبك مع القوة الصهيونية واستشهد وقام الصهاينة برميه من أعلى البناء ومرت على جسده الطاهر دبابة إسرائيلية .

## معلومات إضافية
تحدثت مصادر مختلفة عن خسائر إسرائيلية تفوق المائة قتيل في معارك خانيونس عام 1956 م، وهذا الرقم يزيد عن نصف خسائرها في جميع معارك العدوان الثلاثي و قد ارتكبت إسرائيل مذبحة في مدينة خانيونس بعد الاستيلاء عليها راح ضحيتها المئات من المدنيين العزل .